# Consiglio Militare di Salvezza Nazionale
Il Consiglio Militare di Salvezza Nazionale (in polacco Wojskowa Rada Ocalenia Narodowego; abbreviato: WRON) era il nome della giunta militare che ha amministrato la Repubblica Popolare di Polonia tra il 1981 e il 1983 nel periodo nel quale venne imposta la legge marziale.
Il Consiglio Militare di Salvezza Nazionale, costituito il 13 dicembre 1981 e sciolto il 22 luglio 1983, era composto da 21 membri: quindici generali, un ammiraglio e cinque colonnelli. Tra i membri più notevoli c'erano i generali Wojciech Jaruzelski, Florian Siwicki, Michał Janiszewski e Czesław Kiszczak. Uno dei membri, il tenente colonnello Mirosław Hermaszewski, venne incluso senza il suo consenso e ignorando di essere stato incluso.